# Гронау (Вестфалия)

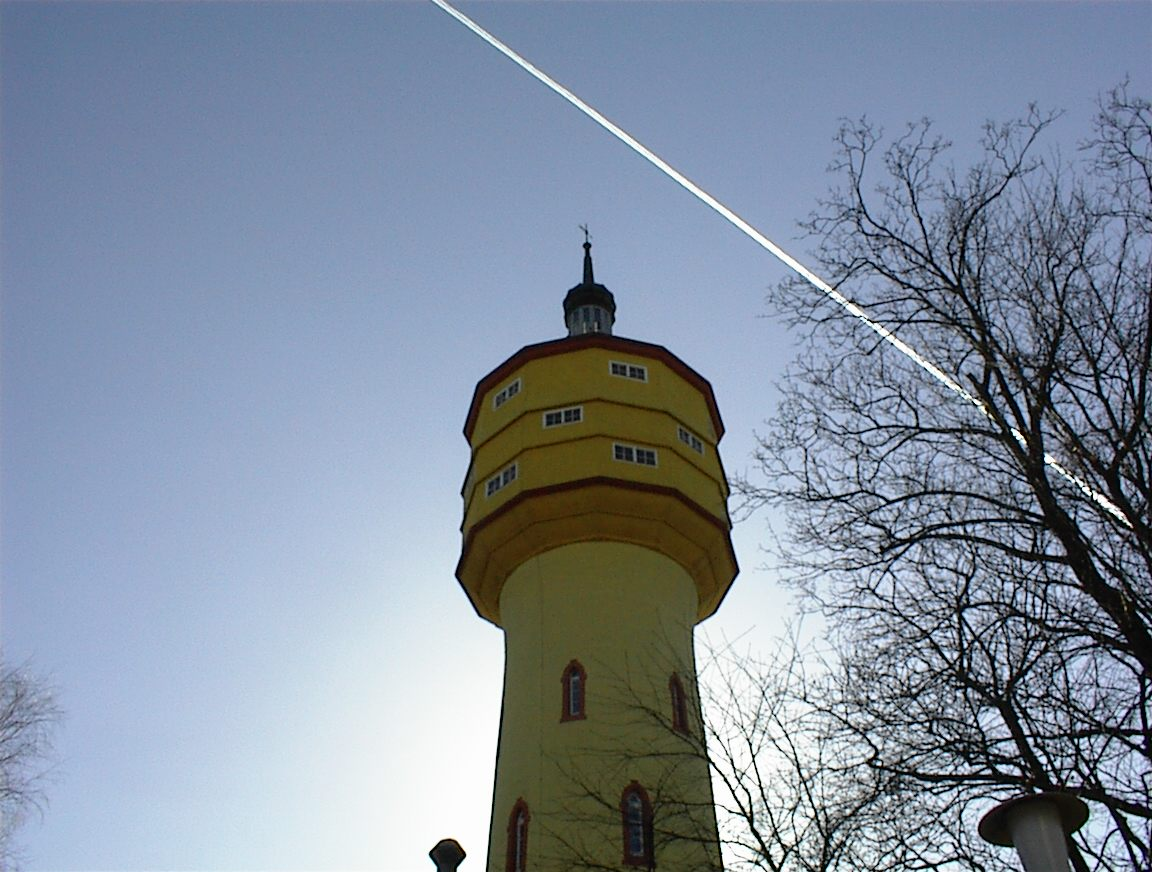
Гронау, водонапорная башня

Гронау (нем. Gronau) — город в Германии, в земле Северный Рейн-Вестфалия.
Подчинён административному округу Мюнстер. Входит в состав района Боркен. Население составляет 46 553 человека (на 31 декабря 2010 года). Занимает площадь 78,63 км². Город подразделяется на 2 городских района.